# 植木 (直方市)
植木（うえき）は、福岡県直方市の大字。2012年1月末の人口は4,934人。郵便番号822-0031。本項では同地域にかつて存在した鞍手郡植木村（うえきむら）・植木町（うえきまち）についても記す。

## 地理
直方市北端、遠賀川左岸に位置する。中央を筑豊本線が縦貫し、筑前植木駅が所在する。山陽新幹線、九州自動車道が横断するが、駅・インターチェンジは存在しない。南で下新入・感田、北で鞍手町小牧、西で鞍手町中山、東で北九州市八幡西区大字楠橋・楠橋西・木屋瀬と隣接する。

### 河川
- 遠賀川

### 湖沼
- 牟田池
- 新池

## 歴史

### 沿革
- 1889年（明治22年）4月1日 - 町村制施行により、鞍手郡植木村が単独で自治体を形成。
- 1900年（明治33年）3月14日 - 植木村が町制施行して植木町となる。
- 1955年（昭和30年）3月31日 - 植木町が直方市に編入。同日植木町廃止。大字植木となる。

## 交通

### 鉄道路線
- 九州旅客鉄道
  - 筑豊本線
    - 筑前植木駅

### バス
- 西鉄バス筑豊
  - 中山・中間線
    - ※■68：直方バスセンター - 須崎町 - 筑鉄直方 - 三中口（直方第三中学校） - 気動車区（新入駅） - 植木 - 岡分公民館前 - 直方PA口 - 京の上 - 中山口 - 立林（鞍手IC前） - くらて病院 - 鞍手車庫 - 鞍手役場 - 中山西区 - 古月保育園前 - 浅木 - 遠賀町役場 - JR遠賀川駅前
    - ※■69：直方バスセンター - 須崎町 - 筑鉄直方 - 三中口（直方第三中学校） - 気動車区（新入駅） - 植木 - 五反田 - 神崎 - 中山口 - くらて病院 - 鞍手車庫

  - 西川線
    - ※□75：直方バスセンター - 須崎町 - 筑鉄直方 - 三中口（直方第三中学校） - 気動車区（新入駅） - 植木 - 五反田 - 神崎 - 中山口 - 田頭 - 新北 - 永瀬 - くらじの郷 - 島 - 泉水入口 - 新延小学校 - 六反田 - 七ヶ谷 - 永谷天満宮 - 猿田峠 - 高六 - グローバルアリーナ - 高六 - 吉留 - 石丸 - 西鉄赤間営業所（教育大前駅）

### 道路
- 九州自動車道
  - 直方パーキングエリア
- 福岡県道27号直方芦屋線
- 福岡県道29号直方宗像線
- 福岡県道98号中間宮田線
- 福岡県道280号植木上上津役線
- 福岡県道468号幸袋柏森線

## 施設
- 新鮮食広場なのはな畑
- 植木郵便局
- 直方市立植木保育園
- 直方市立植木中学校
- 直方市立植木小学校
- 遠賀川中流浄化センター
- 真如寺
- 蓮照寺
- 聖福寺
- 代行寺
- 善覚寺
- 妙円寺
- 植木天満宮
- 徳満神社
- 日吉神社
- 御山神社
- 幸神社
- 須賀神社
- 清正神社